# Daisuke Inoue
Daisuke Inoue (japanisch 井上 大佑 Inoue Daisuke; * 10. Mai 1940 in Osaka, Präfektur Osaka) ist ein japanischer Unternehmer und gilt als einer der Erfinder der Karaoke-Maschine.

## Leben
Geboren in Osaka wuchs er im benachbarten Nishinomiya auf. Nach seinem Schulabschluss arbeitete er in einem Handelsunternehmen, bis er sich 1970 als Manager und Schlagzeuger einer Band selbstständig machte. Diese spielte in einer Bar in Kōbe für Geschäftsleute, die auf der Bühne selbst singen wollten, die entsprechende Begleitmusik. Als ein Kunde Inoues musikalische Begleitung auf einer Geschäftsreise wünschte, gab er ihm eine Kassette mit seiner Begleitung und entwickelte daraus die Idee einer Karaoke-Maschine. Diese verleaste er ab 1971 zuerst an Bars in Kōbe, dann in Osaka und Tokio. Für seine Maschine meldete er kein Patent an und verdiente danach Geld hauptsächlich mit der Entwicklung von Ungeziefer-Abwehrmitteln für die Maschinen.
Dafür wurde er 1999 von der Time als einer der 100 einflussreichsten Asiaten des Jahrhunderts benannt und erhielt 2004 den Ig-Friedensnobelpreis für sein Verdienst zur Verfügungstellung „eines vollkommen neuen Wegs, wie Menschen lernen können einander zu tolerieren“.